# Завада-Нова
Завада-Нова (пол. Zawada Nowa) — село в Польщі, у гміні Полічна Зволенського повіту Мазовецького воєводства.
Населення — 127 осіб (2011).
У 1975-1998 роках село належало до Радомського воєводства.

## Демографія
Демографічна структура станом на 31 березня 2011 року:
|          | Загалом | Допрацездатний вік | Працездатний вік | Постпрацездатний вік |
| -------- | ------- | ------------------ | ---------------- | -------------------- |
| Чоловіки | 63      | 14                 | 39               | 10                   |
| Жінки    | 64      | 14                 | 32               | 18                   |
| Разом    | 127     | 28                 | 71               | 28                   |